# Lyndhurst (New Jersey)
Pour les articles homonymes, voir Lyndhurst.
Lyndhurst est un township du comté de Bergen, dans l’État du New Jersey. Lors du recensement de 2010, sa population s’élevait à 20 554 habitants. Sa superficie totale est de 12,676 km2.

## Source
- (en) Cet article est partiellement ou en totalité issu de l’article de Wikipédia en anglais intitulé « Lyndhurst, New Jersey » (voir la liste des auteurs).